# Cage (ort)
Cage är en ort i Bosnien och Hercegovina.   Den ligger i entiteten Federationen Bosnien och Hercegovina, i den centrala delen av landet, 90 km norr om huvudstaden Sarajevo. Cage ligger 396 meter över havet och antalet invånare är 496.
Terrängen runt Cage är huvudsakligen kuperad, men åt nordväst är den platt. Runt Cage är det ganska tätbefolkat, med 93 invånare per kvadratkilometer.. Närmaste större samhälle är Tuzla, 19,1 km sydost om Cage. 
Omgivningarna runt Cage är en mosaik av jordbruksmark och naturlig växtlighet.